# Elsa von Freytag-Loringhoven

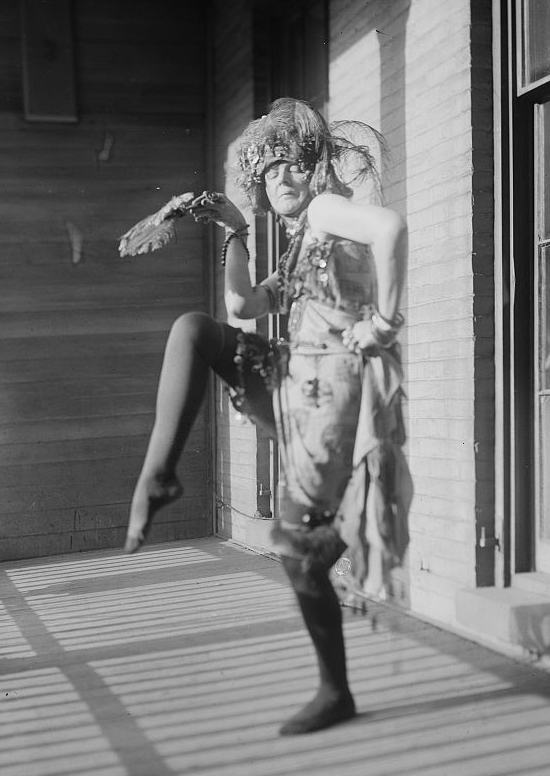
Elsa von Freytag-Loringhoven

Elsa von Freytag-Loringhoven (* 12. Juli 1874 in Swinemünde als Elsa Hildegard Plötz; † 15. Dezember 1927 in Paris) war eine deutsche Künstlerin des Dadaismus.

## Leben

### Herkunft und Familie
Elsa Hildegard Plötz kam 1874 in der damals zur preußischen Provinz Pommern gehörenden Hafenstadt Swinemünde zur Welt; ihre Familie war wohlhabend. Sie war dreimal verheiratet: in erster Ehe (1901) mit dem Architekten August Endell, in zweiter Ehe (1910) mit dem Übersetzer Felix Paul Greve, in dritter Ehe (1913) mit Leopold Karl Friedrich Freytag Freiherr von Loringhoven (1885–1919).

### Werdegang

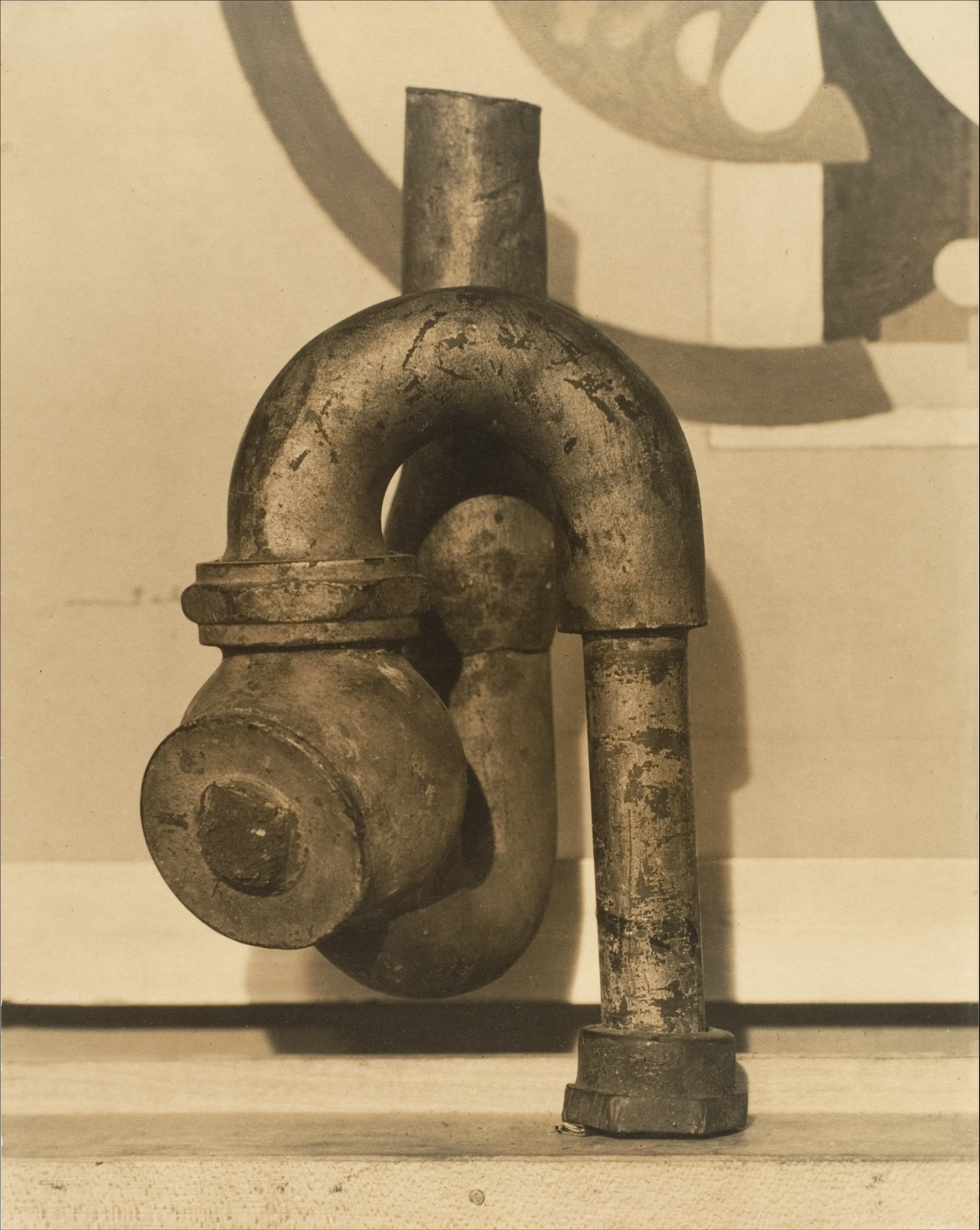
Gott, Readymade von Elsa von Freytag-Loringhoven und Morton Livingston Schamberg, 1917

Ihre künstlerische Laufbahn begann in Berlin. Mit ihrem zweiten Ehemann Frederick Phillip Grove ging sie in die USA, nachdem er seinen Suizid vorgetäuscht hatte. Sie war Malerin, Bildhauerin, Dichterin, Performance-Künstlerin, Rezitatorin, Muse und Aktmodell. 1913 heiratete sie den zehn Jahre jüngeren Leopold von Freytag-Loringhoven (eigentlich Leopold Freytag Freiherr von Loringhoven) in New York. Im Salon von Walter Conrad Arensberg lernte sie während des Ersten Weltkriegs zahlreiche im Exil lebende europäische Künstler wie Marcel Duchamp oder Jean Crotti kennen, dazu gesellten sich US-amerikanische Künstler wie Man Ray oder Alfred Stieglitz.
In Kreisen der modernen Künstler wurde Elsa von Freytag-Loringhoven als „Baroness“ (d. i. die Anrede für eine Freiin) bekannt, die zuerst als Künstlermodell, später auch mit eigenen Kunstwerken und Performances in Erscheinung trat. Als „wandelndes Kunstobjekt“ wurde sie zur Muse der jungen Dada-Bewegung in New York. Elsa von Freytag-Loringhoven liebte es, exzentrisch gemusterte Kleidung zu tragen und dekorierte sich mit Alltagsgegenständen. So dienten ihr Teelöffel als Ohrringe oder leere Konservendosen als Büstenhalter. Mit ihrem um 1920 entwickelten Limbswish, einer Art Peitsche gefertigt aus einer Vorhangskordel und einer Metallfeder, erzeugte sie bei ihren Spaziergängen in den Straßen New York pfeifende Geräusche. Oft wurde ihre Performance-Kunst von anderen vereinnahmt, so wurden ihr Auftreten von Man Ray und Marcel Duchamps in Fotografien und auf Filmen festgehalten. Von dem gemeinsam realisierten Film Elsa, Baroness von Freytag-Loringhoven, Shaving Her Pubic Hair („Elsa, Baroness von Freytag-Loringhoven, ihr Schamhaar rasierend“) blieben nur ein einzelnes Standbild erhalten. Die Baroness verkehrte ebenfalls im literarischen Salon von Margaret Anderson und Jane Heap, den Herausgeberinnen der avantgardistischen Zeitschrift The Little Review. In dieser Zeitschrift veröffentlichte Elsa von Freytag-Loringhoven regelmäßig ihre Dada-Gedichte, 1922 teils zeitgleich mit dem Erscheinen von James Joyce’ Ulysses im selbigen Magazin.
1923, als immer mehr Künstler New York verließen und sich Paris als neues Zentrum der Kunstszene etablierte, kehrte Elsa von Freytag-Loringhoven zunächst nach Berlin zurück und ließ sich 1926 dann ebenfalls in Paris nieder. Wie viele andere Frauen in der Kunst konnte sie von ihrer Arbeit nicht auskömmlich existieren. Häufig in bitterer Armut lebend, da ihre Kunst und Person als zu exzentrisch empfunden wurden und die Kunstszene von Männern dominiert war, wurde sie u. a. von der Sammlerin und Mäzenin Peggy Guggenheim gefördert. Sie war Teil der US-amerikanischen Künstlerszene der Pariser Left Bank (Rive Gauche) in den 1920er Jahren, wo sie unter anderen mit Djuna Barnes bekannt war. Das Gerücht, dass sie unter dem Pseudonym „R. Mutt“ das 'einflussreichste Werk der Modernen Kunst' geschaffen habe, konnte bisher noch nicht ausreichend wissenschaftlich belegt werden: Fountain, ein zum Ready-made deklariertes Urinal wird in der Kunstwissenschaft Marcel Duchamp zugeschrieben.
Elsa von Freytag-Loringhoven starb in ihrer Wohnung in Paris im Schlaf an einer Gasvergiftung. Ob es sich hierbei um einen Unfall, einen Mord oder einen Suizid handelte, wurde nie geklärt. Angeblich soll sie einen Seemann beherbergt haben, der das Gasventil in der Wohnung geöffnet hatte. Djuna Barnes bemerkte hierzu: „Sie könnte einfach das tragische Opfer eines zu weit getriebenen grausamen Scherzes gewesen sein.“

## Rezeption
Irene Gammel (* 1959) veröffentlichte 2002 unter dem Titel Baroness Elsa. Gender, Dada, and everyday modernity die erste Biografie Elsa von Freytag-Loringhovens. Die Erzählerin in Siri Hustvedts Roman Damals (2019) ist eine große Verehrerin der in dem Roman oft nur Baroness genannten Elsa von Freytag-Loringhoven.

## Ausstellungen
- Die Dada-Baroness. Elsa von Freytag-Loringhoven. Ausstellung, konzipiert von Ernest Wichner und Lutz Dittrich, initiiert von Irene Gammel und von Brigitte Ebersbach; Literaturhaus Berlin, 23. März bis 8. Mai 2005; Ein Katalog erschien im Verlag Edition Ebersbach.

## Gruppenausstellung
- 2024: der die DADA. Unordnung der Geschlechter, Arp Museum Bahnhof Rolandseck, Remagen. Kuratiert von Dr. Julia Wallner
- 2010: Wrong; Kunst im Tunnel, Düsseldorf kuratiert von Katharina Fritsch und Gertrud Peters